# Коняєв Віталій Анатолійович
Коняєв Віталій Анатолійович (рос. Виталий Анатольевич Коняев; 11 травня 1937 — 30 вересня 2023, Москва) — радянський і російський актор театру і кіно. Заслужений артист РРФСР (1974). Народний артист Російської Федерації (26.01.1998).

## Життєпис
Народився в родині Героя Радянського Союзу А. М. Коняєва. Закінчив Театральне училище ім. М. Щепкіна (1958, курс Леоніда Волкова). Після закінчення інституту був прийнятий до трупи Державного академічного Малого театру, де і пропрацював до кінця життя.
Найвідоміша роль в кіно — командир артилерійської батареї Сергій Вохминцев у драмі Володимира Басова «Тиша» (1963).
Грав в українських стрічках: «Квітка на камені» (1962, немає в титрах), «Слухати у відсіках» (1985), «Дорога до пекла» (1988), «Зброя Зевса» (1991, т/ф, 5 а), «Постріл у труні» (1992).

## Фільмографія
- 1958 — Наш кореспондент
- 1958 — Стукайте в будь-які двері
- 1959 — Пісня про Кольцова — Олексій Кольцов
- 1961 — Чисте небо
- 1962 — Квітка на камені (немає в титрах)
- 1963 — Тиша
- 1967 — Щит і меч — Пауль (озвучив Едуард Ізотов)
- 1967 — Зірки і солдати
- 1967 — Про дива людські
- 1970 — Білий флюгер
- 1970 — Щаслива людина
- 1971 — Місто під липами
- 1971 — Там, вдалині, за рікою...
- 1971 — День за днем
- 1972 — Мічений атом
- 1973 — Найостанніший день
- 1975 — Варіант «Омега»
- 1981 — Товариш Іннокентій
- 1985 — Слухати у відсіках
- 1988 — Дорога до пекла
- 1991 — Зброя Зевса (т/ф, 5 а)
- 1992 — Постріл у труні